# Saint-Même-les-Carrières

Saint-Même-les-Carrières este o comună în departamentul Charente, Franța. În 1 ianuarie 2022 avea o populație de 1.029 de locuitori.